# Уейн Нютън
Карсън Уейн Нютън (на английски: Carson Wayne Newton) е американски певец и артист, добил най-голяма популярност в Лас Вегас, Невада. Още като дете, семейството му се мести близо до Нюарк, Охайо. Уейн започва да пее в местни клубове и театри, заедно със своя брат. Поради връзката му с Нюарк, градът избира Нютън за водещ на парада по случай двестагодишнината на града през 2003. За период от над 40 години Уейн Нютън изпълнява повече от 30 000 соло спектакли, които му спечелват прозвището Мистър Лас Вегас. Сред най-известните му песни са „Daddy Don't You Walk So Fast“ (1972) (най-големият му хит, достигнал четвърто място в Билборд класациите), „Years“ (1980), както и емблематичната „Danke Shoen“ (1963).

## Ранни години
Нютън е роден в семейството на Евелин Мари „Смит“ (по баща Пластърс) и Патрик Нютън – автомеханик. Баща му е от ирладско-индианско (от племето Powhatan) потекло, а майка му е с германско-черокски произход. Докато баща му служи във Военноморската пехота на САЩ, Уейн прекарва детството си в Роаноук. Още от ранна възраст той е активен в шоубизнеса, учи се да свири на пиано и китара.
Тежката астма на Уейн принуждава семейството да се премести във Финикс, Аризона през 1952. През пролетта на 1958, преди Уейн да завърши предпоследната си година в гимназията, агент от Лас Вегас забелязва братята Нютън по време на тяхно изпълнение в местно ТВ шоу и ги взема със себе си за прослушване. Въпреки че подписват договор за две седмици, в крайна сметка братята изпълняват шоуто пет години, с по шест представления на ден.

## Лас Вегас
Уейн Нютън получава национално признание на английски: The Jackie Gleason Show). През следващите две години той участва в шоуто 12 пъти. Много други икони на шоубизнеса като Лусил Бол, Боби Дарин, Дани Томас, Джордж Бърнс и Джак Бени, дават подкрепата си на Нютън. Джак Бени дори го наема за началното изпълнение на шоуто си. След като приключва съвместната си работа с Бени, Уейн Нютън получава предложение да открива шоуто на друг комик в хотел „Фламинго“, но той иска, и получава, главна роля в шоуто.
От 1980 до 1982 Нютън е собственик на част от хотел „Аладин“. Партньорството му в собствеността на хотела довежда до редица съдебни процеси и проваля опита на Нютън за купи целия хотел през 1983.
През 1994 Уейн Нютън изпълнява 25 000-то си шоу в Лас Вегас. През 1999 подписва 10-годишен договор със „Звезден прах“ (на английски: Stardust – хотел и казино в Лас Вегас), където Нютън да изпълнява шоуто си 40 седмици в годината, 6 пъти седмично в зала, която носи неговото име. През 2005, преди събарянето на казиното, договорът е прекратен по взаимно съгласие. Последното му шоу в „Звезден прах“ е на 20 април 2005. По време на почивката той съобщава на публиката, че основна причина за развалянето на договора е желанието му да прекарва повече време със съпругата си и дъщеря си. Същата вечер шоуто започва в 19:30 ч. и продължава до 23:30 ч, а другите изпълнения в 22:00 и 23:00 ч. не се състоят. Уейн Нютън изпълнява почти целия си репертоар, както и песни на други звезди от Вегас. През лятото на същата година Нютън поема ангажимент за 30 представления в „Хилтън“.

## Филмография
- „80 Steps to Jonah“ 1969
- „Licence to Kill“ 1989
- „The Adventures of Ford Fairlane“ 1990
- „The Dark Backward“ 1991
- „Best of the Best 2“ 1993
- „Night of the Running Man“ 1994
- „National Lampoon's Vegas Vacation“ 1997
- „Ocean's Eleven“ 2001
- „Who's Your Daddy“ 2003
- „Elvis Has Left the Building“ 2004
- „Smokin' Aces“ 2006

## ТВ епизоди
- „Bonanza“ 1969
- „Owen Marshal: Counselor at Law“ 1972
- „NBC Follies“ 1973
- „Switch“ 1976
- „Vega$“ 1979
- „North and Southq Book ІІ“ 1986
- „The Highwayman“ 1988
- „Full House“ 1990
- „Roseanne“ 1991
- „L.A. Law“ 1991
- „Tales from the Crypt“ 1994
- „Renegade“ 1994, 1995
- „The Fresh Prince of Bel-Air“ 1995
- „Ellen“ 1997
- „Ally McBeal“ 1998
- „Hercules“ 1998
- „According to Jim“ 2003
- „Las Vegas“ 2003
- „Kingdom Hospital“ 2004
- „That '70s Show“
- „Pimp my Ride“
- „My Wife and Kids“
- „7th Heaven“
- „Perfect Strangers“

## Семейство
През 1968 Нютън се жени за Илейн Окамура и заедно осиновяват момиче. Развеждат се през 1985. Братът на Нютън, Джери, е кум на сватбата, то след година двамата се отчуждават и това продължава повече от 30 години.
През 1994 Нютън се жени отново за Катлийн МакКроун – адвокат от Роки Ривър, Охайо. Двамата имат дърщеря (2002).